# Langues tyrséniennes

Zone approximative de répartition des langues tyrséniennes dans l'Antiquité.

Les langues tyrséniennes ou tyrrhéniennes sont une famille de langues hypothétique, proposée en 1998 par le linguiste Helmut Rix. Elles rassembleraient au moins trois langues éteintes dans l'Antiquité et considérées jusque-là comme des isolats linguistiques :
- l'étrusque en Italie centrale, notamment en Toscane, Latium, Ombrie, l’est et une partie du sud de la Corse.
- le rhétique dans les Alpes orientales, dans l'antique Rhétie ;
- et le lemnien, attesté dans l'île de Lemnos, au nord-est de la mer Égée.

## Présentation
La famille doit son nom aux Tyrrhéniens (en grec ancien : Τυρσανοί Tursānoi, Τυρσηνοί Tursēnioi, Τυρρηνοί Turrhēnoi), nom grec du peuple étrusque.